# 夏洛特 (密歇根州)
夏洛特（英語：Charlotte）是一個位於美國密歇根州伊頓縣的城市。根據2010年美國人口普查，該地共人口7,624人，而該地的面積約為16.83平方千米。同時該地也是伊頓縣的縣治。

## 地理
夏洛特的座標為42°33′38″N 84°50′05″W / 42.56056°N 84.83472°W，而該地的平均海拔高度為277米（即909英尺）。